# Базаев, Асан Толегенович
Аса́н Толегенович База́ев (каз. Асан Төлегенұлы Базаев; род. 22 февраля 1981, Алма-Ата) — казахстанский велогонщик. Двукратный чемпион Казахстана в групповой гонке. В составе «Astana Pro Team» становился победителем многих международных велотуров.

## Достижения
2003
1-й на этапе 1 — GP Tell
1-й на этапе 4 — Тур Болгарии
4-й — Чемпионат Казахстана в индивидуальной гонке
2004
1-й — Тур Греции
1-й  — Чемпионат Азии в индивидуальной гонке
2005
3-й — Тур де л’Авенир
1-й  Очковая классификация
3-й — Kampioenschap van Vlaanderen — Koolskamp
5-й — Тур озера Цинхай
1-й  Очковая классификация
2006
1-й на этапе 1 — Тур Германии
4-й — Чемпионат Казахстана в групповой гонке
2008
1-й  — Чемпионат Казахстана в групповой гонке
4-й — Чемпионат Казахстана в индивидуальной гонке
5-й — Тур Люксембурга
6-й — Тур Турции
1-й  Очковая классификация
2009
5-й — Тур Люксембурга
2010
2-й — Чемпионат Казахстана в групповой гонке
8-й — Чемпионат мира в групповой гонке
2012
1-й  — Чемпионат Казахстана в групповой гонке

### Гранд-туры
| Гонка   | 2006 | 2007 | 2008 | 2009 | 2010 | 2011 | 2012 | 2013 |
| ------- | ---- | ---- | ---- | ---- | ---- | ---- | ---- | ---- |
| Джиро   | —    | 98   | 97   | —    | —    | —    | —    | —    |
| Тур     | —    | —    | —    | —    | —    | —    | —    | 83   |
| Вуэльта | 98   | —    | 130  | 130  | 82   | —    | НФ   | —    |

## Личная жизнь
Супруга — Севиль Базаева, сын — Алан (в июле 2008), дочь — Сати (03.04.2011).